# Rabensburg
Rabensburg (szlovákul és csehül Ranšpurk, csehül Havranohrad is) osztrák mezőváros Alsó-Ausztria Mistelbachi járásában. 2021 januárjában 1091 lakosa volt.

## Elhelyezkedése

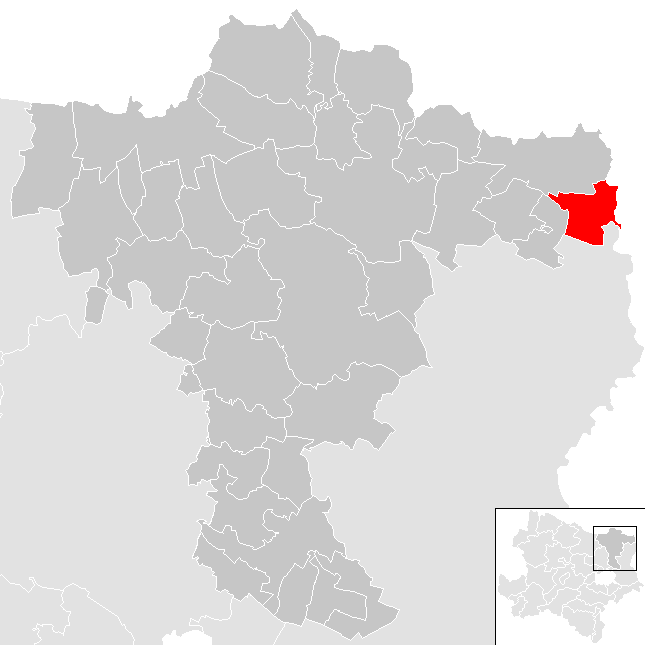
Rabensburg a Mistelbachi járásban

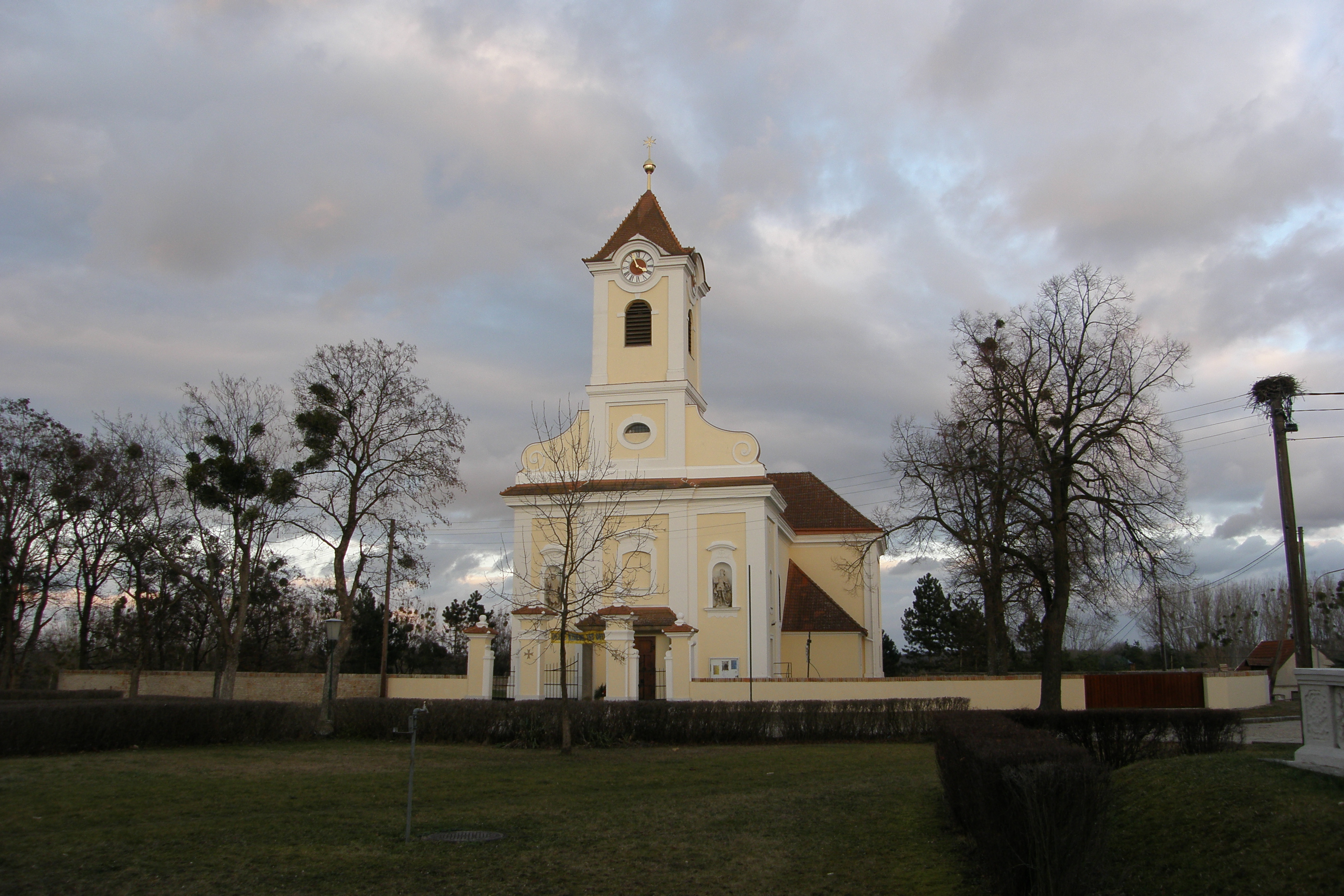
A Szt. Ilona-plébániatemplom

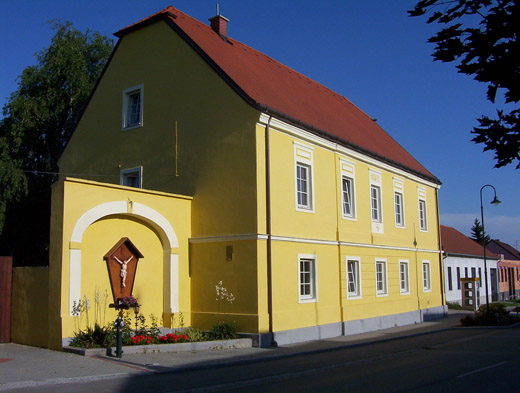
A Richard Simoncic-múzeum

Rabensburg a tartomány Weinviertel régiójában fekszik a Thaya folyó jobb partján, a cseh határ mentén. Területének 5%-a erdő, 84,8% áll mezőgazdasági művelés alatt. Az önkormányzathoz egyetlen település, illetve katasztrális község tartozik.
A környező önkormányzatok: délre Hohenau an der March, nyugatra Hausbrunn, északra Bernhardsthal, keletre Lanžhot (Csehország).

## Története
A mezőváros területe az újkőkorban, a bronzkorban és a vaskorban (hallstatti kultúra) egyaránt lakott volt.
Rabensburgot írásban először 1255-ben említik. János cseh király 1328-ban elfoglalta. A falu a Kuenring-, a Zelking-, 1385-től pedig a Liechtenstein-família birtoka volt. 1414-ben mezővárosi kiváltságokat kapott; ezt 1835-ben megújították. Határmenti helyzete miatt számos fegyveres konfliktus helyszínéül szolgált, különösen a 17. században, valamint a 18. század elején, amikor Rákóczi kurucai kifosztották.
A 19. század közepéig a lakosság többsége szlovákul beszélt, majd fokozatosan elnémetesedtek. A két világháború közötti évekig szlovákul tartották a miséket a templomban. Az idősebb generáció egyes tagjai még mindig beszélik a nyelvet.
Az első világháború után az addig a Monarchia közepén fekvő település határvárossá vált, lakossága fokozatosan csökkenni kezdett. A második világháború utolsó napjaiban a Bécs felé vezető úton fekvő Rabensburgért súlyos harcok folytak. A Vörös Hadsereg 1945. április 9-én közelítette meg a mezővárost, majd miután április 15-én a délre fekvő Hohenau elesett, megtámadták Rabensburgot. Több alkalommal is rohamoztak, de a német katonák visszaverték őket és a 18-áig tartó ágyútűzben (míg a németek visszavonultak és a szovjetek ellenállás nélkül elfoglalták a települést) 56 ház és az iskolaépület teljesen elpusztult.

## Lakosság
A rabensburgi önkormányzat területén 2020 januárjában 1091 fő élt. A lakosságszám 1923-ban érte el csúcspontját 1974 fővel, azóta csökkenő tendenciát mutat. 2018-ban az ittlakók 91,3%-a volt osztrák állampolgár; a külföldiek közül 1,4% a régi (2004 előtti), 4,7% az új EU-tagállamokból érkezett. 2,1% az egykori Jugoszlávia (Szlovénia és Horvátország nélkül) vagy Törökország, 0,5% egyéb országok polgára volt. 2001-ben a lakosok 77,2%-a római katolikusnak, 2,5% evangélikusnak, 1,5% ortodoxnak, 1% mohamedánnak, 16,1% pedig felekezeten kívülinek vallotta magát. Ugyanekkor a legnagyobb nemzetiségi csoportokat a német (94,6%) mellett a csehek (1,8%) és a szerbek alkották (1,3%).
A népesség változása:

| 2016 | 1 107 |
| 2018 | 1 100 |

## Látnivalók
- a rabensburgki kastély a 17. században nyerte el mai külsejét. Rossz állaga miatt nem látogatható.
- a Szt. Ilona-plébániatemplom
- a Richard Simoncic néprajzi múzeum a volt plébánia épületében

## Testvértelepülések
- Lanžhot (Csehország)

## Fordítás
- Ez a szócikk részben vagy egészben  a   Rabensburg című német Wikipédia-szócikk ezen változatának fordításán alapul.  Az eredeti cikk szerkesztőit annak laptörténete sorolja fel. Ez a jelzés csupán a megfogalmazás eredetét és a szerzői jogokat jelzi, nem szolgál a cikkben szereplő információk forrásmegjelöléseként.